# Inkompressible Fläche
In der Mathematik sind inkompressible Flächen ein wichtiges Hilfsmittel der 3-dimensionalen Topologie. Durch Aufschneiden entlang inkompressibler Flächen können 3-dimensionale Mannigfaltigkeiten in einfachere Stücke zerlegt werden.

## Definition
Sei {\displaystyle (M,\partial M)} eine 3-dimensionale Mannigfaltigkeit mit (evtl. leerem) Rand und {\displaystyle (F,\partial F)\subset (M,\partial M)} eine 2-dimensionale Untermannigfaltigkeit, d. h. eine eigentlich eingebettete Fläche.

### Inkompressible Fläche
Eine Kompressionsscheibe für {\displaystyle F} ist eine eingebettete Kreisscheibe 
{\displaystyle (D^{2},\partial D^{2})\subset (M,F)},
so dass {\displaystyle F\cap D^{2}=\partial D^{2}} in {\displaystyle F} nicht homotop zu einer konstanten Abbildung ist.
Die Fläche {\displaystyle F} heißt inkompressibel wenn 
- {\displaystyle F\not =S^{2},D^{2},\mathbb {R} P^{2}} und es keine Kompressionsscheibe für {\displaystyle F} gibt, oder
- {\displaystyle F=D^{2}} und {\displaystyle \partial F} ist in {\displaystyle \partial M} nicht homotop zu einer konstanten Abbildung.

### Rand-inkompressible Fläche
Eine Rand-Kompressionsscheibe für {\displaystyle F} ist ein eingebettetes Tripel {\displaystyle (D^{2},A,B)\subset (M,\partial M,F)} mit {\displaystyle A\cup B=\partial D^{2},D^{2}\cap F=B}, so dass {\displaystyle D^{2}} nicht (rel. {\displaystyle \partial D^{2}}) isotop zu einer Einbettung mit Bild in {\displaystyle \partial M\cup F} ist, deren Bild {\displaystyle \partial M} und {\displaystyle F} jeweils in Kreisscheiben schneidet.
Die Fläche {\displaystyle F} heißt {\displaystyle \partial }-inkompressibel wenn es keine Rand-Kompressionsscheibe für {\displaystyle F} gibt.
Bei Mannigfaltigkeiten mit nichtleerem Rand wird häufig auch von inkompressiblen Flächen gesprochen, wenn Flächen gemeint sind, die im Sinne obiger Definitionen inkompressibel und rand-inkompressibel sind.

## Fundamentalgruppe
Wenn {\displaystyle F} eine inkompressible Fläche in {\displaystyle M} ist, dann ist der von der Inklusion {\displaystyle i:F\rightarrow M} induzierte Homomorphismus der Fundamentalgruppen 
{\displaystyle i_{*}:\pi _{1}F\rightarrow \pi _{1}M}
injektiv. Für zweiseitige Flächen gilt auch die Umkehrung: eine zusammenhängende zweiseitige Fläche ist inkompressibel genau dann, wenn sie {\displaystyle \pi _{1}}-injektiv ist.

## Existenz
Wenn {\displaystyle M} eine kompakte irreduzible 3-Mannigfaltigkeit ist, dann gibt es zu jeder Homologieklasse
{\displaystyle z\in H_{2}(M,\partial M;\mathbb {Z} )}
eine (orientierbare, evtl. unzusammenhängende) inkompressible und {\displaystyle \partial }-inkompressible Fläche {\displaystyle F\subset M}, so dass 
{\displaystyle i_{*}\left[F,\partial F\right]=z}.
Hierbei bezeichnet {\displaystyle i:(F,\partial F)\rightarrow (M,\partial M)} die Inklusion und {\displaystyle \left[F,\partial F\right]\in H_{2}(F,\partial F;\mathbb {Z} )} die Fundamentalklasse von {\displaystyle F}.

## Satz von Haken
Der Satz von Haken besagt, dass Aufschneiden einer 3-Mannigfaltigkeit entlang einer inkompressiblen, rand-inkompressiblen Fläche die Haken-Komplexität der 3-Mannigfaltigkeit verringert. Dies wird in der 3-dimensionalen Topologie häufig benutzt, um Beweise mittels Induktion nach der Haken-Komplexität zu führen.

## Minimalflächen
Nach einem Satz von Freedman, Hass und Scott ist jede inkompressible Fläche (in einer kompakten 3-Mannigfaltigkeit) isotop zu einer Minimalfläche vom Index 0.